# Aeroportul Lismore
Aeroportul Lismore (IATA: LSY, ICAO: YLIS) este un aeroport din Lismore⁠(d), City of Lismore⁠(d), Noul Wales de Sud, Australia ce deservește zona Lismore⁠(d). Aeroportul a fost tranzitat în 2019 de 12.074 de pasageri. A fost numit după zona deservită.
Situat la o altitudine de 5 m, aeroportul dispune de o singură pistă. Este operat de City of Lismore⁠(d).